# USS New Orleans (CA-32)
USS New Orleans (CA-32) byl těžký křižník třídy New Orleans sloužící během druhé světové války v americkém námořnictvu. Ve službě byl v letech 1934–1947. Účastnil se bojů druhé světové války, přičemž na pacifickém válčišti byl těžce poškozen.

## Stavba

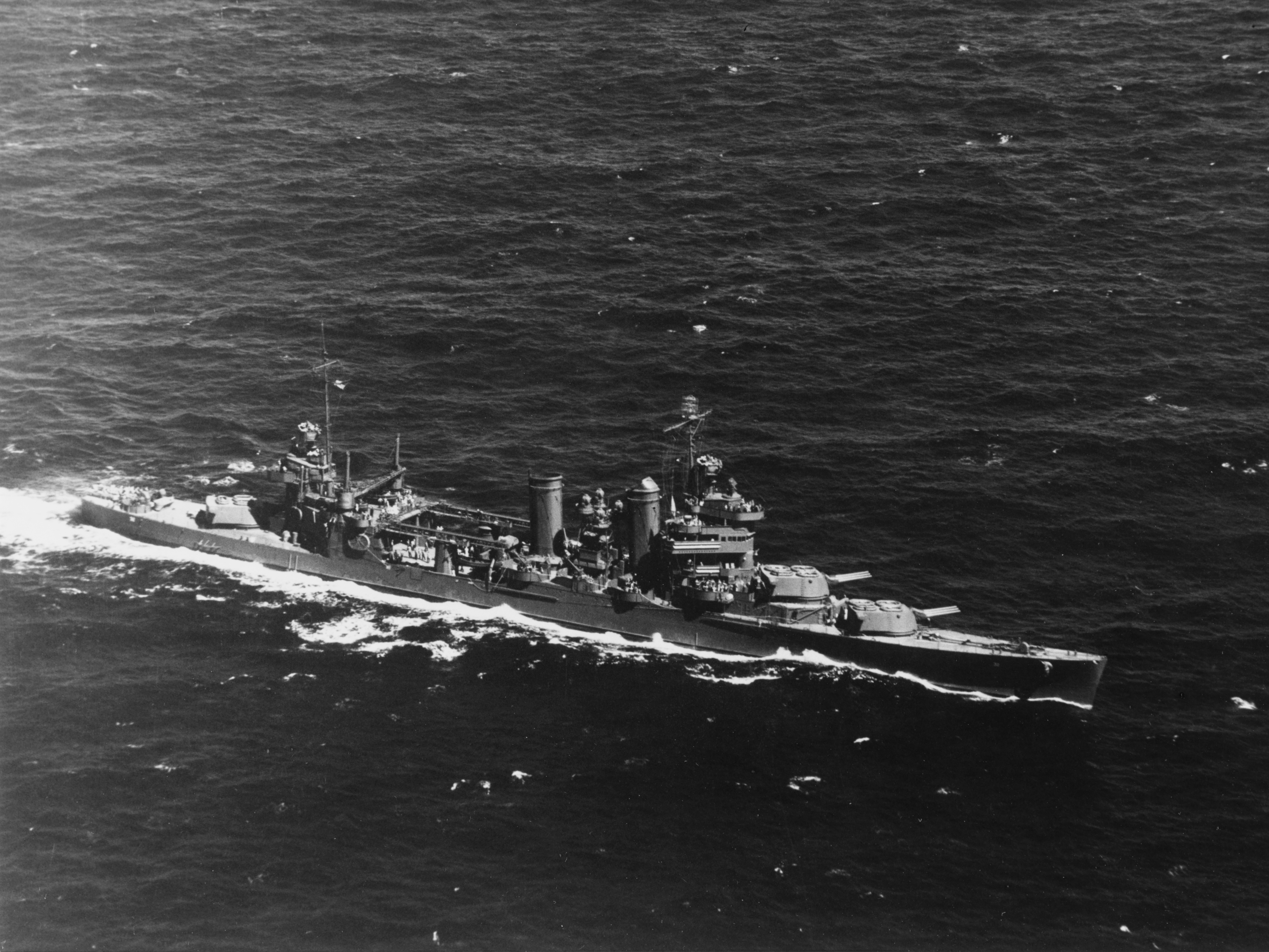
USS New Orleans roku 1942

Křižník postavila loděnice New York Navy Yard v Brooklynu. Stavba byla zahájena 14. března 1931, na vodu byl křižník spuštěn 12. dubna 1933 a do služby byl přijat 18. dubna 1934.

## Konstrukce
Základní výzbroj po dokončení tvořilo devět 203mm kanónů ve třídělových věžích, osm 127mm kanónů a osm 12,7mm kulometů. Křižník byl vybaven dvěma katapulty a čtyřmi průzkumnými hydroplány. Pohonný systém tvořilo osm kotlů Babcock & Wilcox a čtyři převodové turbíny Westinghouse o výkonu 107 000 shp, pohánějící čtyři lodní šrouby. Nejvyšší rychlost dosahovala 32,7 uzlu. Dosah byl 10 000 námořních mil při rychlosti 10 uzlů.

### Modernizace

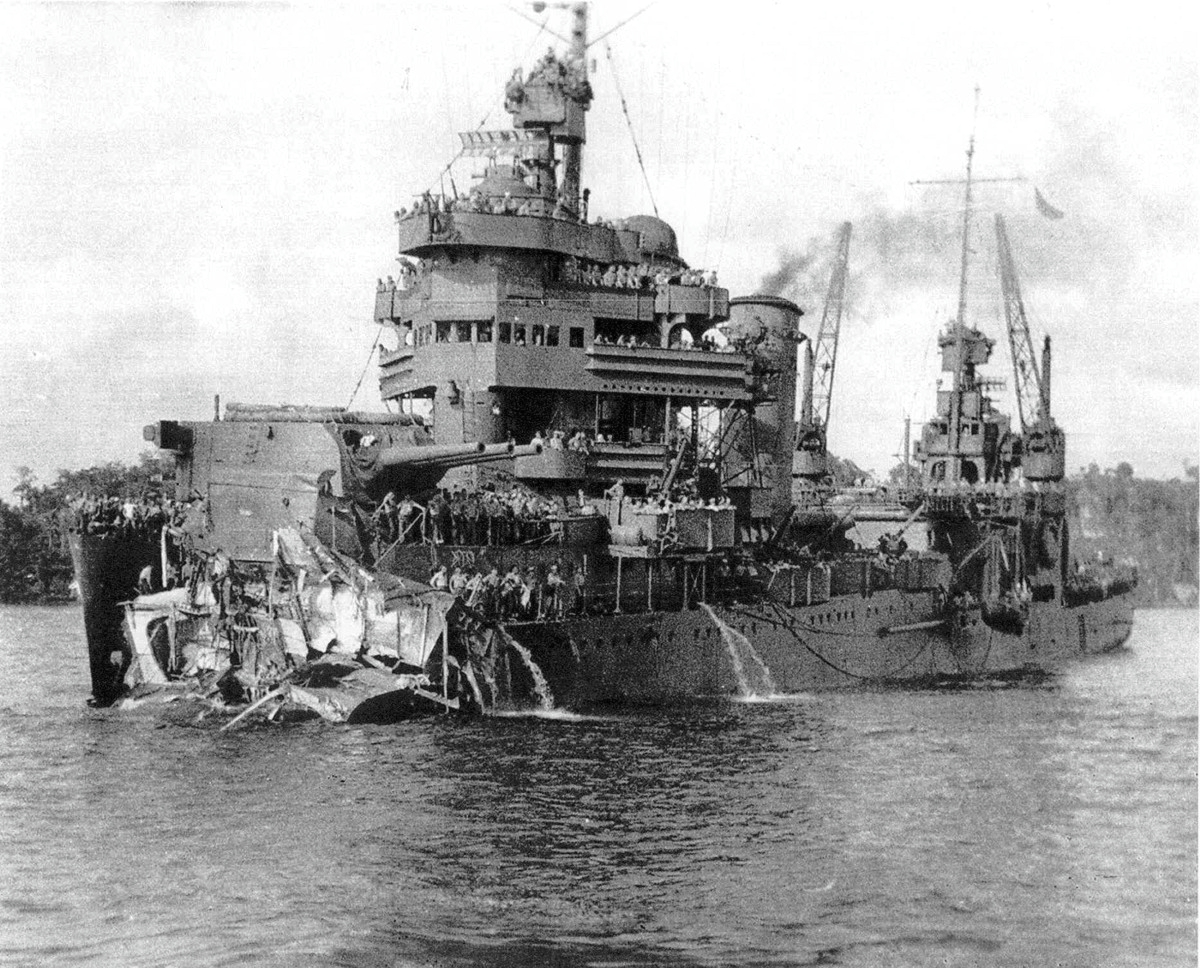
USS New Orleans s přídí zničenou v bitvě u Tassafarongy

Během služby byla zejména posilována protiletadlová výzbroj a instalována moderní elektronika. Roku 1946 byl křižník vybaven radary SG, SK, Mk.3 a Mk.4. Výzbroj tvořilo devět 203mm kanónů, osm 127mm kanónů, dvacet čtyři 40mm kanónů Bofors a čtrnáct 20mm kanónů Oerlikon. Jeden katapult byl demontován, hydroplány zůstaly čtyři.

## Služba
Dne 30. listopadu 1942 byl v bitvě u Tassafarongy těžce poškozen japonským torpédem, které křižníku utrhlo příď včetně první dělové věže. Plavidlo se podařilo zachránit, přičemž opravy trvaly do července 1943. Křižník válku přečkal. Roku 1947 byl vyřazen ze služby a roku 1959 vyškrtnut a sešrotován.